# Języki huro-urartyjskie
Języki huro-urartyjskie – wymarła rodzina językowa starożytnego Bliskiego Wschodu, w skład której wchodziły dwa języki: hurycki i urartyjski (Azja Mniejsza i Kaukaz).
Niewiele wiadomo na temat tych języków, ale z pewnością nie należą do języków semickich, ani indoeuropejskich. Według Diakonowa i Starostina języki huro-urartyjskie są blisko spokrewnione z językami północno-wschodniokaukaskimi, o czym świadczą wspólne cechy gramatyczne i fonetyczne, m.in. ergatywność i aglutynacja. Według innych teorii języki huro-urartyjskie są pozostałością języków najdawniejszych mieszkańców Bliskiego Wschodu, którzy pojawili się na tych terenach ponad 40 000 lat temu.
Język hurycki był językiem Hurytów, ludu, który ok. 1750 roku p.n.e. najechał północną Mezopotamię, prawdopodobnie z okolic Kaukazu i stworzył państwo Mitanni.
Język urartyjski był językiem królestwa Urartu na obszarze dzisiejszej Armenii i wymarł ok. 580 roku p.n.e., kiedy pojawiły się na tych terenach ludy indoeuropejskie.
Wiele pozostałości języków huro-urartyjskich można znaleźć w językach ormiańskim i kurdyjskim.